# Krigsåret 1753

## Pågående krig
- Andra karamatiska kriget (1749–1754)[1]
  - Frankrike på ena sidan
  - Storbritannien på andra sidan